# Yzengremer
Yzengremer település Franciaországban, Somme megyében. Lakosainak száma 509 fő (2022. január 1.). Yzengremer Béthencourt-sur-Mer, Bouvaincourt-sur-Bresle, Dargnies, Friville-Escarbotin, Méneslies, Tully és Woincourt községekkel határos.

## Népesség
A település népessége az elmúlt években az alábbi módon változott:
| Lakosok száma | 522  | 511  | 505  | 514  | 514  | 514  | 512  | 511  | 509  |
|               | 2013 | 2015 | 2016 | 2017 | 2018 | 2019 | 2020 | 2021 | 2022 |